# Valentin Klinghammer
Frans Fredrik Georg Valentin Klinghammer, född den 25 november 1851 i Landskrona, död den 1 december 1919 i Uppsala, var en svensk ämbetsman.
Klinghammer blev student vid Lunds universitet 1871 och avlade examen till rättegångsverken där 1875. Han blev vice häradshövding 1879, länsbokhållare i Jönköpings län 1885 och kronofogde i Östbo härads fögderi, nämnda län, 1890. Klinghammer var landskamrerare i Jämtlands län 1894–1910. Han vilar på Östra begravningsplatsen i Östersund.